# Parafia wojskowa bł. ks. kmdr. Władysława Miegonia w Świnoujściu
Parafia wojskowa pw. bł. ks. kmdr ppor. Władysława Miegonia w Świnoujściu – rzymskokatolicka parafia wojskowa należąca do dekanatu Marynarki Wojennej, Ordynariatu Polowego Wojska Polskiego. Siedziba parafii mieści się mieści się przy ulicy Piłsudskiego w Świnoujściu. Erygowana 21 stycznia 1993. Kościół parafialny prowadzony jest przez księży kapelanów.

## Kościół garnizonowy
We wrześniu 2014 roku, po długich staraniach, budynek dawnego Kina Klubowego zostaje przebudowywany na kościół garnizonowy i zwiększył swą powierzchnię o blisko jedną trzecią.
17 czerwca 2018 Kościół Garnizonowy pw. bł. ks. kmdr ppor. Władysława Miegonia został konsekrowany przez bpa Józefa Guzdka – ordynariusza polowego Wojska Polskiego.
5 maja 2025 w kościele odbyła się uroczystość odsłonięcia tablicy pamiątkowej poświęconej kapelanom Wojska Polskiego, różnych wyznań, zamordowanych przez sowietów w zbrodni katyńskiej.    

## Proboszczowie
- ks. Michał Żarnecki SJ (administrator 1992–1993)
- ks. kpt. Stanisław Knap (1993–1995)
- ks. kmdr por. Andrzej Stawarz[4] (1996–1998)
- ks. ppłk Henryk Karczmarek[5] (1998–1999)
- ks. kmdr por. dr Zbigniew Jaworski (1999–2004)
- ks. kpt. Mirosław Biernacki OMI (27.10.2004 – 30.11.2004)
- ks. płk dr Mariusz Śliwiński[6] (2004–2005)
- ks. kan. kmdr Adam Bazylewicz[7] (16 września 2005 – 15.07.2024)
- ks. kan. ppłk Sławomir Pałka (od 15.07.2024)[1]